# Suldenspitze

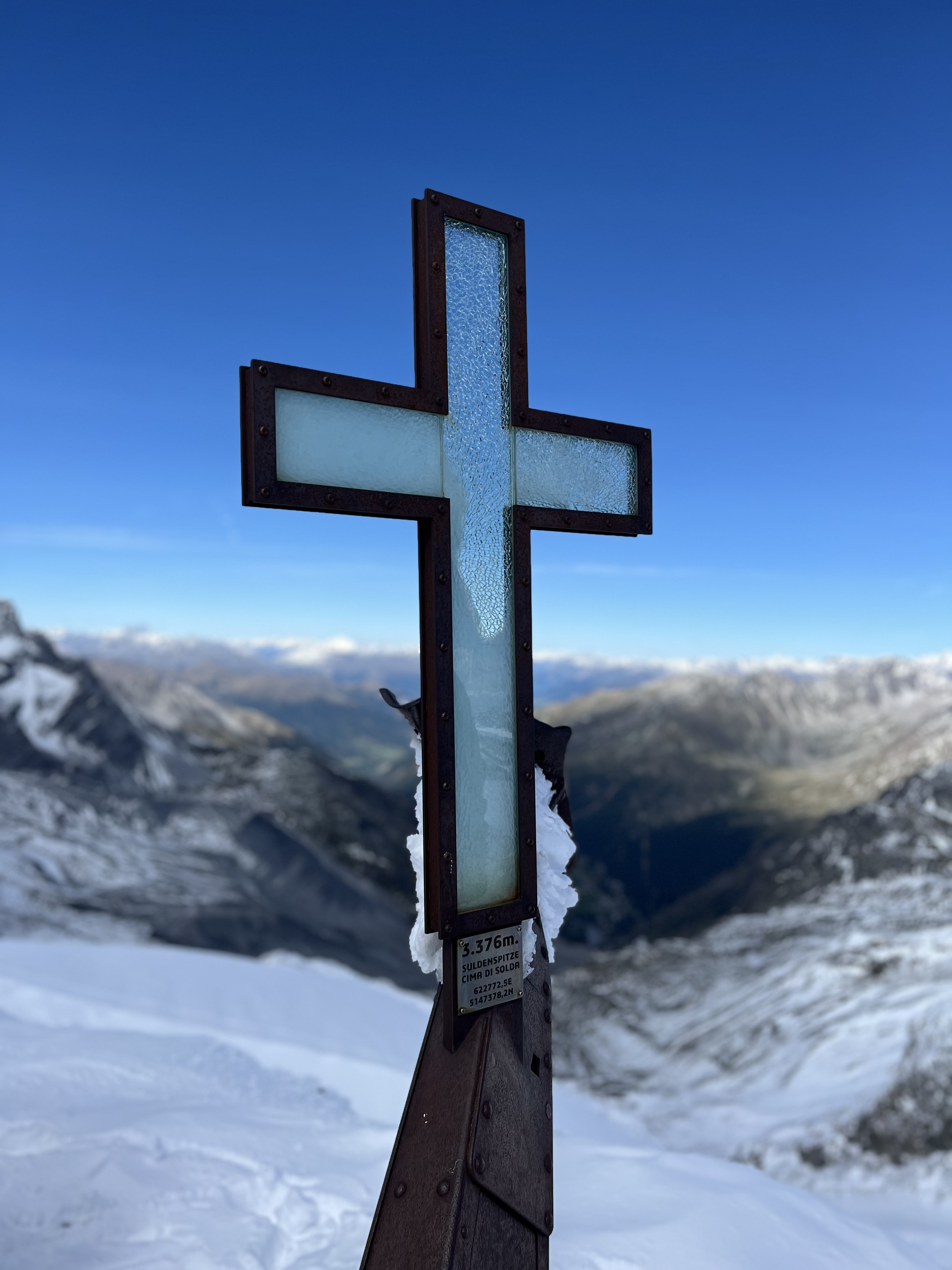
Gipfelkreuz der Suldenspitze (2024)

Die Suldenspitze (italienisch Cima di Solda) ist ein 3376 m s.l.m. hoher Berg im Hauptkamm der Ortler-Alpen. Der vergletscherte Gipfel liegt auf der Grenze zwischen Südtirol und der Lombardei in Italien.

## Lage und Umgebung
Die Suldenspitze liegt im Nationalpark Stilfserjoch am Scheitelpunkt zwischen dem Suldental im Norden, dem Val Cedec im Südwesten und dem Martelltal im Osten. Die nächstgelegenen Gipfel des Hauptkamms sind im Nordwesten das Schrötterhorn (3386 m), die Kreilspitze (3391 m) und die Königspitze (3851 m), im Südosten die Zufallspitzen (3757 und 3700 m) und der Cevedale (3769 m). Gegen Norden löst sich an der Suldenspitze die Untergruppe der Laaser Berge, deren erste Gipfel hinter dem Eisseepass (3150 m) die Eisseespitze (3241 m) und die Butzenspitze (3300 m) sind. Die Nordflanke bricht steil zum Suldenferner ab, die Ostflanke zum Langenferner.
Administrativ treffen im Gipfelbereich die Südtiroler Gemeinden Stilfs und Martell sowie die Gemeinde Valfurva der Provinz Sondrio aufeinander.

## Alpinismus

Bild der Suldenspitze von 1909. Im Vordergrund die nicht mehr existente Hallesche Hütte.

Die Erstbesteigung gelang Julius Payer und Veit Reinstadler am 24. August 1865. Prinzipiell gilt die Suldenspitze als Ziel mit geringem Schwierigkeitsgrad. Häufig wird sie bei Übergängen zwischen der Bergstation der Seilbahn Sulden bzw. der Schaubachhütte, dem Rifugio Gianni Casati und dem Rifugio Pizzini-Frattola überschritten, wobei der Zustieg von Suldner Seite eine Hochtour ist. Im Winter ist die Suldenspitze auch ein häufig besuchtes Skitourenziel.